# Porcellidium fimbriatum
Porcellidium fimbriatum är en kräftdjursart som först beskrevs av Claus 1863.  Porcellidium fimbriatum ingår i släktet Porcellidium och familjen Porcellidiidae. Arten är reproducerande i Sverige. Inga underarter finns listade i Catalogue of Life.